# سفارة السويد في النمسا
سفارة السويد في النمسا هي أرفع تمثيل دبلوماسي لدولة السويد لدى النمسا. تقع السفارة في فيينا وهي تهدف لتعزيز المصالح السويدية في النمسا.

## وصلات خارجية
- الموقع الرسمي
- قائمة سفارات السويد
- قائمة السفارات في النمسا